# Кушнарёв, Леонид Никитович
Леонид Никитович Кушнарёв (6 июня 1937 — 24 сентябяря 2022) — народный депутат РСФСР/России (1990—1993).

## биография
Родился 6 июня 1937 г. в Харькове в семье рабочего.
Окончил Харьковский зоотехнический институт (1959). Работал бригадиром молочно-товарной фермы совхоза «Красный» (Крым), зоотехником, главным зоотехником, директором совхоза «Рогнединский», директором совхоза «Партизан» (Брянская область).
С 1973 г. работал в Калининской области главным зоотехником колхозов имени Кирова Калининского района и «Смычка» Вышневолоцкого района. С 1980 г. в том же районе директор совхоза «Осеченский», который вывел в передовые. В 1984 г. направлен на должность директора совхоза «X пятилетка» Кимрского района.
В 1990 г. избран народным депутатом РСФСР, входил во фракцию «Аграрный союз».
В 1996—2000 гг. глава администрации Кимр.
Награждён орденом Трудового Красного Знамени и золотой медалью ВДНХ.